# Плечова артерія
Плечова артерія (лат. а. brachialis) — є безпосереднім продовженням пахвової артерії, проходить у складі судинно-нервового пучка (тут її супроводжують дві вени і серединний нерв, з яким вона огорнута спільною сполучнотканинною піхвою, утвореною фасцією плеча) і розташована в ділянці присередньої борозни двоголового м'яза плеча. У межах ліктьової ямки плечова артерія ділиться на дві кінцеві гілки — променеву артерію, що йде зовні, і ліктьову, розташовану присередньо.

## Загальні відомості
Неінвазивний традиційний метод вимірювання артеріального тиску за допомогою тонометра, виконують за допомогою повного пережимання манжетою плечової артерії і прослуховування тонів, що виникають при випусканні повітря із манжети, доки кровопотік через артерію знов не стане вільним.
У випадках артеріальної кровотечі у ділянці вільної верхньої кінцівки плечову артерію можна притиснути в sulcus bicipitalis medialis трохи вище або нижче середини плеча, оскільки там серединний нерв перехрещує артерію, розташовуючись поверхнево. Якщо плечова артерія перев'язана, то побічний кровообіг забезпечується головним чином глибокою артерією плеча і верхньою ліктьовою побічною артерією, які з'єднуються з променевою і ліктьовою поворотними артеріями. Тому плечову артерію слід перев'язувати нижче від місця відходження глибокої артерії плеча.

## Гілки плечової артерії
Крім великої кількості дрібних гілок до м'язів і плечової кістки від плечової артерії відходять три великі гілки: глибока артерія плеча, верхня та нижня ліктьові побічні артерії.

### Глибока артерія плеча
Глибока артерія плеча (лат. a. profunda brachii) відгалужується від плечової артерії в ділянці верхньої третини плеча і, супроводжувана променевим нервом, потрапляє до його каналу, де від неї відходять численні бічні гілки до плечового суглоба, до дельтоподібного й триголового м'язів плеча, а також живильні артерії плеча (аа. nutriciae humeri). Кінцеві гілки цієї артерії — середня та променева побічні артерії (лат. a. collateralis media et radialis) — проходять у бічних ліктьових борознах (перша у задній, друга у передній) і беруть участь в утворенні суглобової артеріальної сітки.

### Ліктьові обхідні артерії
- Верхня ліктьова побічна артерія (лат. a. collateralis ulnaris superior) відходить від плечової артерії в межах середньої третини плеча, в супроводі ліктьового нерва проникає крізь присередню міжм'язову перегородку плеча, йде назад глибше ліктьового нерва у задню присередню ліктьову борозну.
- Нижня ліктьова побічна артерія (лат. a. collateralis ulnaris inferior) відходить від нижньої третини плечової артерії, розташованої в передній присередній ліктьовій борозні.